# Bundesautobahn 10
Bundesautobahn 10 (kort BAB 10, A10 of 10) is een autosnelweg in Duitsland. De weg loopt grotendeels in de deelstaat Brandenburg en een klein deel door Berlijn en vormt een ringweg rond de Duitse hoofdstad. Hierdoor wordt de weg ook wel de Berliner Ring genoemd. Binnen Berlijn loopt de kleinere, onvolledige Berliner Stadtring (A 100).
De A10 heeft een totale lengte van 196 kilometer en is daarmee de langste ringweg van Europa. De telling van de aansluitingen begint bij het knooppunt Dreieck Barnim, waar een verbinding is met de A11 naar Szczecin/Prenzlau. Ook de snelwegen A2 naar Hannover, A9 naar München, A12 naar Frankfurt (Oder), A13 naar Dresden en A24 naar Hamburg sluiten op de Berliner Ring aan. De A10 wordt met de kleinere Berliner Stadtring (A100) en andere delen van Berlijn verbonden via de A111, A113, A114 en A115.

## Geschiedenis
De A10 werd tussen 1936 en 1939 in meerdere delen tussen Berlijn-Weißensee en Potsdam-Nord in het oosten, zuiden en zuidwesten van Berlijn voor het verkeer vrijgegeven. Specifiek waren de openingen als volgt (huidige benaming):
| Jaar | Van                           | Naar                     |
| ---- | ----------------------------- | ------------------------ |
| 1936 | Dreieck Werder                | aansluiting Groß Kreutz  |
| 1936 | voorml. aansluiting Weißensee | Dreieck Barnim           |
| 1937 | Dreieck Barnim                | Dreieck Spreeau          |
| 1937 | aansluiting Michendorf        | Dreieck Werder           |
| 1938 | Dreieck Spreeau               | aansluiting Michendorf   |
| 1939 | aansluiting Groß Kreutz       | aansluiting Potsdam-Nord |

Tussen 1972 en 1979 werden de volgende trajectdelen geopend:
| Jaar | Van                      | Naar                          |
| ---- | ------------------------ | ----------------------------- |
| 1972 | Dreieck Havelland        | aansluiting Birkenwerder      |
| 1973 | aansluiting Birkenwerder | Dreieck Pankow                |
| 1974 | Dreieck Pankow           | voorml. aansluiting Weißensee |
| 1979 | aansluiting Potsdam-Nord | Dreieck Havelland             |

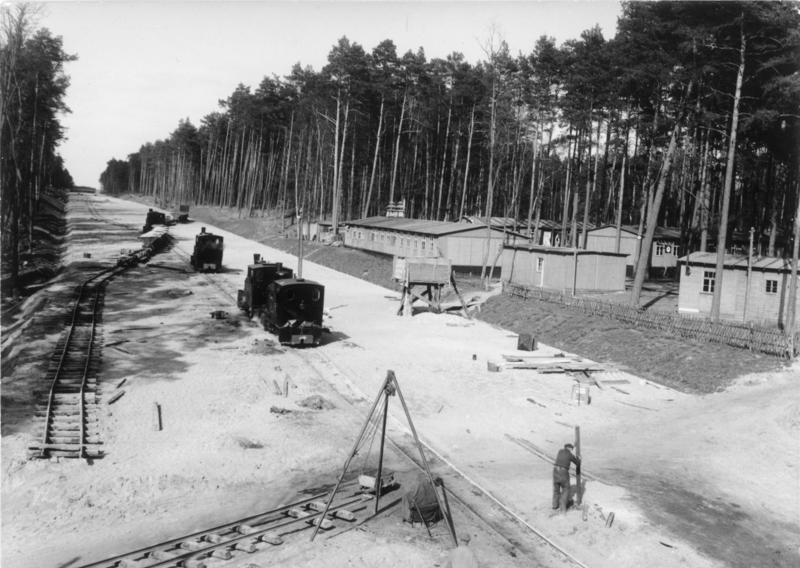
Bouw van de Reichsautobahn bij Berlijn. (1936)

Op het trajectdeel tussen de voormalige aansluiting Berlin-Weißensee en de aansluiting Berlin-Spandau volgt de huidige snelweg niet meer het oorspronkelijke tracé. Het plan zag het volgende verloop voor:
Oostelijk van het huidige Dreieck Pankow (A114) zou aan de B109 de aansluiting Pankow-Wandlitz aangelegd worden. Vanaf hier verliep het geplande tracé tussen de dorpen Mühlenbeck en Schildow door naar het geplande Nordkreuz, dat enkele kilometers zuidelijk van Schönfließ gebouwd zou worden. Het was gepland een dwarsverbinding vanaf de huidige A11 zuidelijk van Lanke tot de voorziene toevoersnelweg in Wittenau te bouwen. In verder verloop waren de aansluitingen Reinickendorf-Oranienburg aan de B96 zuidelijk van de Invalidensiedlung in Reinickendorf en Tegel-Henningsdorf zuidelijk van Velten gepland. Vanaf hier volgde het geplande tracé letterlijk het spoor van de Berliner Außenring tot aansluiting Spandau-Pausin aan de L16. Direct zuidelijk van de huidige Havelkanaal was het Hamburger Kreuz gepland. Vanaf de geplande aansluiting Heerstraße-Nauen aan de B5 (huidige naam: Berlin-Spandau) zou de Berlijnse ring bij aansluiting Potsdam-Nord op het huidige tracé uitkomen.
Bij de bouw van de snelweg Berlijn - Stettin-Süd (tegenwoordig: Kołbaskowo) in 1936 ontstond in de noordelijke as van de aansluiting Weißensee een tankstation, dat door de verlenging van de ring en ombouw van de aansluiting zonder vervanging werd gesloopt. Bij de ombouw van Dreieck Schwanebeck (tegenwoordig: Dreieck Barnim) in 2012 werd een deel van de oude locatie vrijgemaakt. Hierdoor konden de beide brandstoftanks, die nog in de bodem bevonden en vol water waren gelopen, probleemloos worden uitgegraven.

## Verloop
De A10 (196 km) is net iets langer dan de M25 om Londen (188 km; echter niet volledig snelweg), waarmee het de langste ringsnelweg in Europa is, en voor een tijd ook de langste ter wereld. Ondertussen zijn in China ringsnelwegen zoals de Liaozhong-Ringsnelweg (399 km), Ringsnelweg Chengdu-Chongqing (1.057 km) en de Hainan-Ringsnelweg (613 km) duidelijk langer dan de Berlijnse ring (196 km), al zijn dit ringwegen die een hele regio of eiland omsluiten en niet enkel één stad. Ter vergelijking, de Ring Amsterdam (A10) is 32 kilometer en de Grote Ring om Brussel (R0) is 75 kilometer.
Begin van de kilometertelling is het Dreieck Barnim, dat tot 2013 Dreieck Schwanebeck heette. Hier begint de A11 naar Szczecin/Prenzlau. Meetellend met de kilometers (met de klok mee) beginnen naar buiten bij Dreieck Spreeau de A12, bij Kreuz Schönefeld de A13, bij Dreieck Potsdam de A9, bij Dreieck Werder de A2 en bij Dreieck Havelland de 24. De snelweg is met de Berliner Stadtring (A100) en andere delen van Berlijn via de A111 (Kreuz Oranienburg), A114 (Dreieck Pankow), A113 (Schönefelder Kreuz) en A115 (Dreieck Nuthetal, de noordelijke deel is ook als AVUS bekend) verbonden, die alle op de binnenzijde van de ring eindigen. De aansluitingen Ludwigsfelde-Ost en Berlin-Spandau evenals Kreuz Oranienburg geven eveneens verbinding met snelwegachtige uitgebouwde Bundesstraßen.

### Uureik
Bij kilometer 82,0 tussen Ludwigsfelde en Dreieck Nuthetal stond in de middenberm meer dan een halve eeuw de markante "Uureik" (Stundeneiche). De eikenboom kreeg deze naam tijdens de DDR-tijd door de bestuurders op de drukke snelweg, omdat het vanaf hier ongeveer een uur rijden was tot de binnenstad van Oost-Berlijn. De beschermde boom stond in 2004 op omvallen en moest gekapt worden. De stam werd door de kunstenares Franziska Uhl in twee delen tot een sculptuur gemaakt, die sinds 2005 op de Rathausplatz in Ludwigsfelde staat.

### Watertoren van Niederlehme
Een tegenwoordig nog bestaande herkenningspunt in het zuidoosten van de ring is de Watertoren van Niederlehme, die kort achter de brug over de Dahme direct naast de snelweg staat en ruim boven de weg uitkomt. De 27 meter hoge watertoren werd in 1902 volledig uit kalkzandsteen en na voorbeeld van de Galatatoren in Istanboel, een Christustoren uit de jaren 1348-1349, gebouwd.

### Europese wegen over de A10
De volgende Europese wegen lopen over de A10:
- E26: Dreieck Havelland - Kreuz Oranienburg;
- E30: Dreieck Werder - Dreieck Spreeau;
- E51: Dreieck Nuthetal - Dreieck Potsdam;
- E55: Dreieck Havelland - Schönefelder Kreuz, zowel linksom als rechtsom.

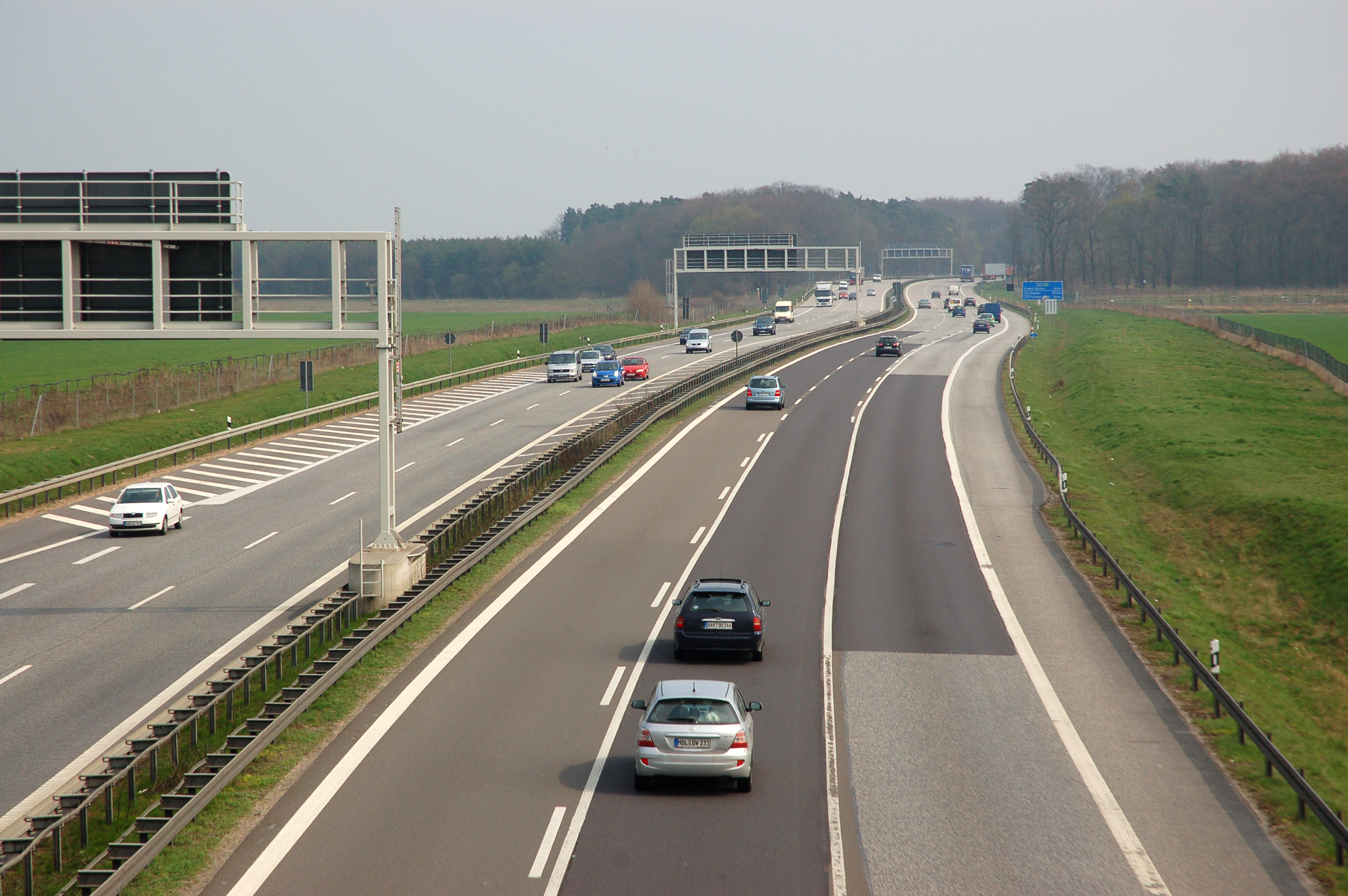
Berlijnse ring bij kilometer 0 bij Dreieck Barnim. (2009)
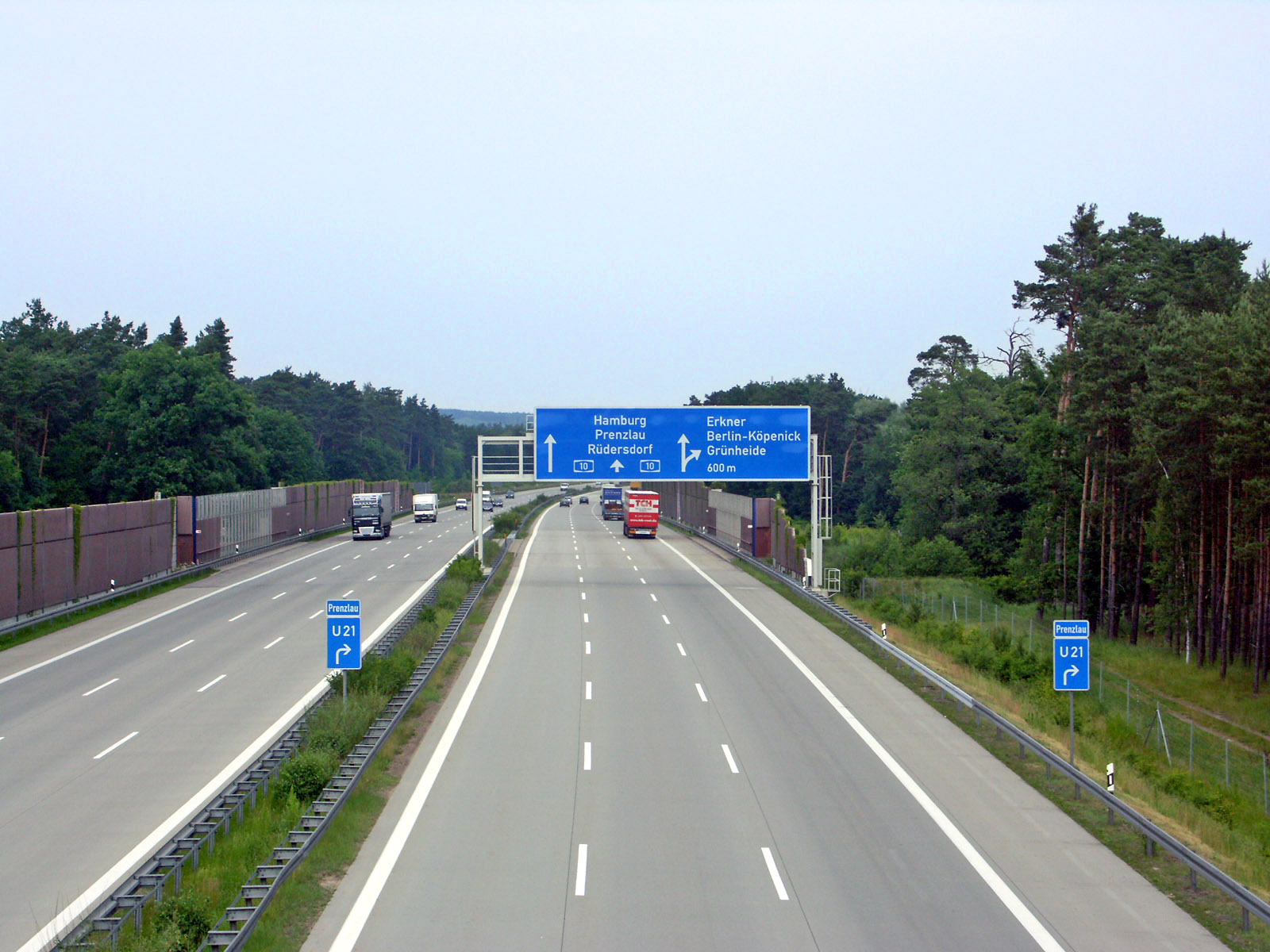
Oostelijke ring net voor aansluiting Erkner. (2006)
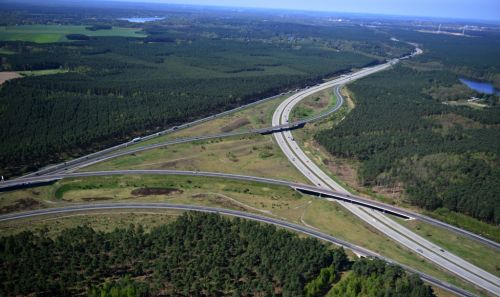
Dreieck Spreeau; De A10 is hier de doorgaande richting, naar links buigt de A12 naar Frankfurt (Oder) af. (2013)
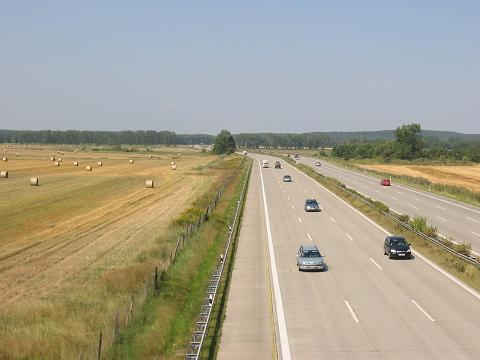
Zuidelijke ring tussen Ludwigsfelde en Dreieck Nuthetal. (2004)
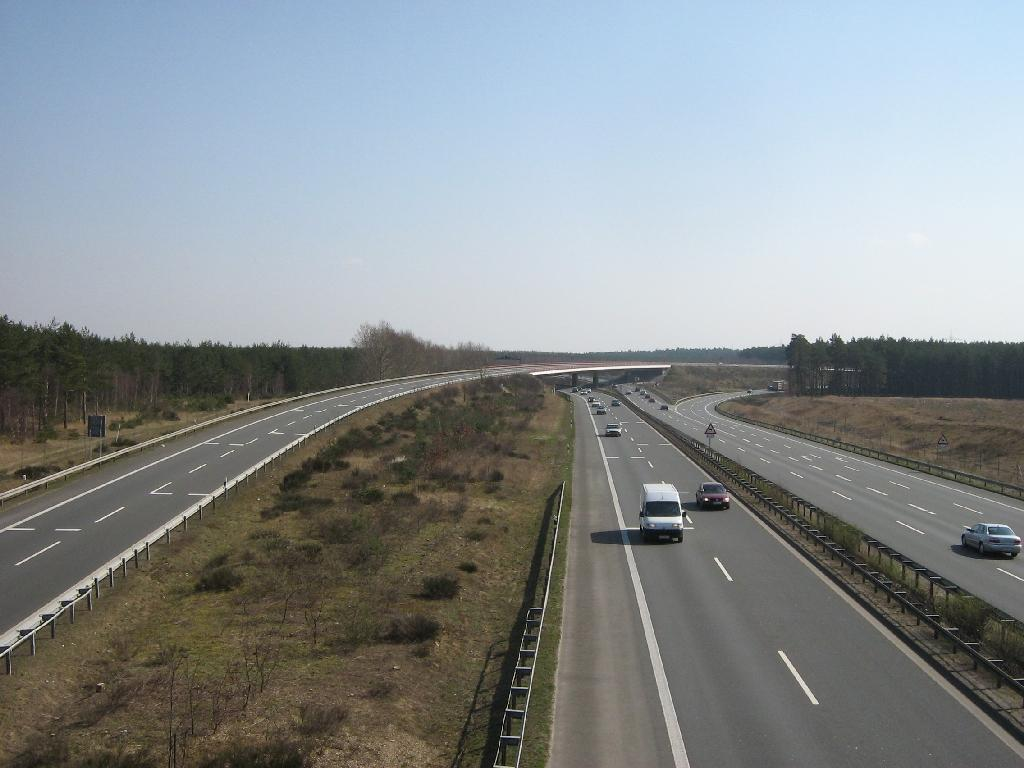
Dreieck Potsdam; de A10 buigt hier af naar rechts, rechtdoor gaat de A9 richting München. (2007)
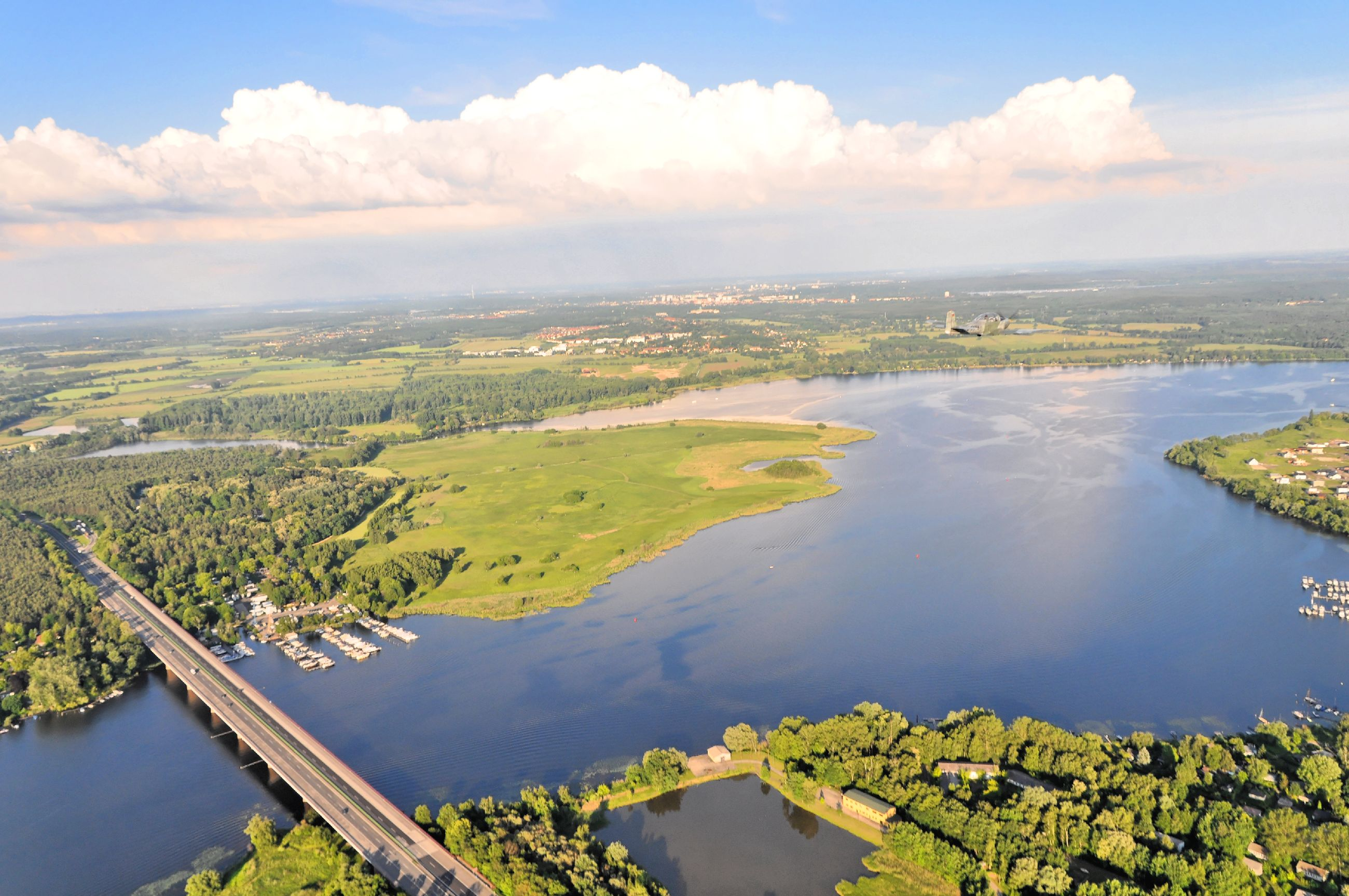
De Großer Zernsee met op de voorgrond de A10 over de Havelbrücke. (2013)
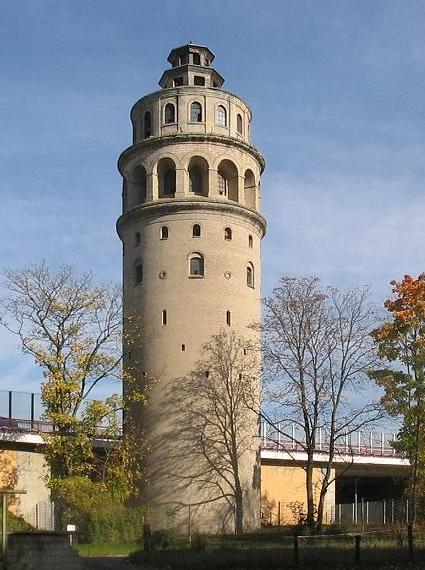
De Watertoren van Niederlehme met daarachter de snelweg. (2008)

## Indeling

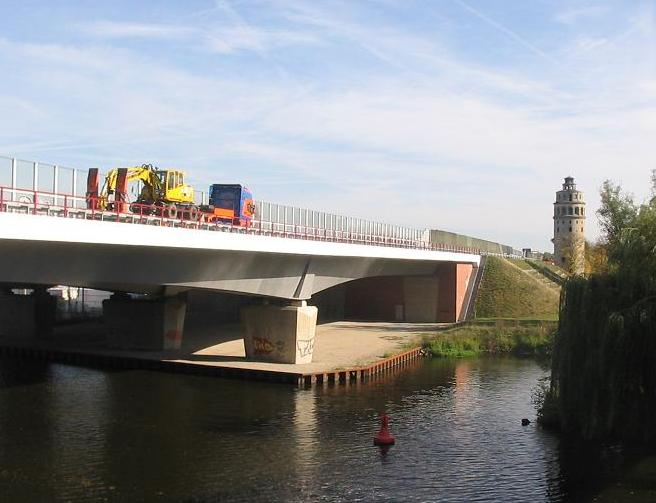
Dahmebrücke met de Watertoren van Niederlehme. (2008)

De A10 heeft op het oostelijke en zuidelijke deel tussen Dreieck Barnim en Dreieck Werder, waar de A2 eindigt, 2x3 rijstroken. Voor 1990 was het gedeelte tussen Dreieck Nuthetal (toen: Abzweig Drewitz) en Potsdam de enige snelweg in de DDR met 2x3 rijstroken. Het noordelijke en westelijke deel van de snelweg hebben nog 2x2 rijstroken, waarbij het gedeelte tussen Dreieck Werder en Havelland niet over vluchtstroken beschikt.
De verzorgingsplaats Wolfslake (oost/west) in het westelijke deel tussen aansluiting Falkensee en Dreieck Havelland bevindt zich op de locatie van een voormalige militaire snelweg-noodvliegveld, die tijdens de bouw in 1979 is aangelegd. Het gedeelte van de start- en landingsbaan is tegenwoordig nog steeds volledig voorzien van beton, waarbij de palen van de geleiderails in het beton verankerd zijn.

## Verbredingen en plannen
Volgens een persbericht van de Brandenburgse verkeersminister Jörg Vogelsänger van 1 februari 2011, zal de snelweg vanaf aansluiting Kremmen-Süd aan de A24 over het Dreieck Havelland tot Dreieck Barnim verbreed worden naar 2x3 rijstroken, waarbij de planning is om dit in 2022 af te ronden. Daarmee wordt het drukke noordelijke deel van de ring ontlast. Alleen al bij Oranienburg rijden dagelijks 51.000 voertuigen, waarbij bijna één vijfde vrachtwagens zijn. De totale kosten van de maatregel zal rond de €300 miljoen bedragen.
Door de verbreding werd het Dreieck Schwanebeck omgebouwd, samengevoegd met de aansluiting Berlin-Weißensee, en in Dreieck Barnim (ook wel Kreuz Barnim) hernoemd. De hoofdrichting van het knooppunt werd de Berlijnse ring en niet meer de relatie A10 Oranienburg - A11 Szczecin. De aansluiting Berlin-Weißensee werd afgebroken omdat deze te dicht op het knooppunt lag. Hiervoor in de plaats werd de B2 direct op het knooppunt aangesloten en gaat over in de A11. Gelijktijdig werd de A11 tot kilometer 2,0 aangepast. De werkzaamheden begonnen in het voorjaar van 2010 met omvangrijke kapwerkzaamheden in de omgeving van Dreieck Schwanebeck (bouwvrij maken) evenals de nieuwbouw van bruggen tussen Weißensee en Dreieck Pankow in de A10. De eerst schop voor de ombouw ging op 5 mei 2011 in de grond. Na een bouwtijd van 29 maanden werd het knooppunt op 11 november 2013 officieel voor het verkeer vrijgegeven.
In juni 2011 werd het tracébesluit voor de verbreding naar 2x3 rijstroken van aansluiting Neuruppin (A24) tot aansluiting Oberkrämer (A10) en de aansluitende ombouw van Dreieck Havelland gepubliceerd. Op 17 september 2012 volgde de symbolische eerste schop in de grond voor de verbreding op het trajectdeel Dreieck Havelland - Kremmen. In totaal worden de kosten op €52 miljoen berekend. De Europese Unie draagt daarvan €18 miljoen bij uit het Europees Fonds voor Regionale Ontwikkeling. Het verbrede gedeelte werd op 27 september 2014 in gebruik genomen. Een klein gedeelte van de verbreding van de Berlijnse ring volgde op 7 oktober 2015. De verwachting is dat het gedeelte tussen Dreieck Havelland en Dreieck Pankow eind 2022 klaar is.
Het traject tussen Dreieck Nuthetal en Dreieck Potsdam zal verbreed worden naar 2x4 rijstroken. De bouwkosten werden rond de €123 miljoen geschat, het tracébesluit ligt sinds januari 2013 vast. Voor de verzorgingsplaats Michendorf zijn 61 extra vrachtwagenparkeerplaatsen voorzien. De beplanting van bomen als natuurcompensatiemaatregelen werden door bezwaren van een burgerinitiatief uit Michendorf alleen dicht bij het dorp uitgevoerd, in plaats van de oorspronkelijk geplande locatie bij Ribbeck of Thyrow, evenals het aanleggen van ZOAB bij Michendorf is in de planning meegenomen. Op de geluidsschermen waren oorspronkelijk zonnepanelen gepland met een vermogen van 7,5 MWp. De aanbesteding voor de bouw van deze zonnegeluidsschermen startte in september 2013, hiervoor zou een private investeerder worden gezocht. Deze zou de kosten voor het verhogen van de oorspronkelijk voorziene zes tot acht meter hoge geluidsschermen naar tien meter dragen en de daarbij bijkomende meerkosten via het verkopen van de zonne-energie weer terugkrijgen. Nadat zich geen investeerder had gemeld, werd het voornemen voor de bouw van het zonnepark en het verhogen van de geluidsschermen geschrapt. De start van de bouw voor de verbreding volgde met de officiële eerste schop in de grond op 31 maart 2016, de kosten waren ondertussen gestegen naar €150,7 miljoen. In 2020 zal de verbreding gereed zijn.
Gepland is om de A10 te verbreden naar 2x3 rijstroken tussen Dreieck Werder en Dreieck Havelland. In het Bundesverkehrswegeplan 2030 (Duitse tegenhanger van de Nederlandse Meerjarenprogramma Infrastructuur, Ruimte en Transport; MIRT) is deze verbreding opgenomen. De projecten in het Bundesverkehrswegeplan hebben een prioriteit meegekregen om de noodzaak van een verbreding aan te geven. De verbreding tussen Dreieck Werder en Dreieck Havelland heeft een lage prioriteit met onderzoekrecht (Weiterer Bedarf mit Planungsrecht) gekregen. Bij het vervangen van de brug over de Zernsee tussen de aansluitingen Phöben en Leest is al rekening gehouden met 2x3 rijstroken, waarbij nu alleen 2 rijstroken per richting zijn vrijgegeven. Ook bij aansluiting Berlin-Spandau is bij de bouw van de nieuwe brug van de B5 rekening gehouden met een verbreding, evenals bij de dubbele brug over het Havelkanaal.